# El Mezquital, San Luis Potosí
El Mezquital är en ort i Mexiko.   Den ligger i kommunen Santa Catarina och delstaten San Luis Potosí, i den centrala delen av landet, 230 km norr om huvudstaden Mexico City. El Mezquital ligger 615 meter över havet och antalet invånare är 288.
Terrängen runt El Mezquital är huvudsakligen kuperad, men åt sydväst är den bergig. Runt El Mezquital är det ganska glesbefolkat, med 22 invånare per kvadratkilometer. Närmaste större samhälle är San Diego, 5,1 km nordväst om El Mezquital. I omgivningarna runt El Mezquital växer huvudsakligen savannskog.